# Volta ao Algarve de 2006
A 32ª edição da Volta ao Algarve de 2006 foi uma prova de ciclismo de estrada por etapas que se celebrou em Portugal entre 14 e 19 de fevereiro de 2006 sobre um percurso de 891,7 quilómetros dividido em 5 etapas, com início na cidade de Albufeira e final no Alto do Malhão.
A carreira formou parte do UCI Europe Tour de 2005-2006, dentro da categoria 2.1.

## As etapas
| Etapa     | Cidades                                     | km    | Vencedor       | Segundo        | Terceiro       | Tempo           | Velocidade média | Líder da classificação geral |
| 1.ª etapa | Albufeira - Tavira                          | 162,3 | Marco Zanotti  | Jeremy Hunt    | Markus Zberg   | 3 h 43 min 30 s | 43,57 km/h       | Marco Zanotti                |
| 2.ª etapa | Vila do Bispo - Lagos                       | 173,5 | Bernhard Eisel | Manuel Cardoso | Niko Eeckhout  | 4 h 20 min 43 s | 39,93 km/h       |                              |
| 3.ª etapa | Castro Marim - Faro                         | 198,0 | Gert Steegmans | Jeremy Hunt    | Markus Zberg   | 4 h 55 min 34 s | 40,19 km/h       |                              |
| 4.ª etapa | Lagoa - Portimão                            | 174,5 | Gert Steegmans | Robert Förster | Thomas Ziegler | 4 h 39 min 26 s | 37,47 km/h       | Gert Steegmans               |
| 5.ª etapa | Vila Real de Santo António - Alto do Malhão | 183,4 | João Cabreira  | Robert Gesink  | André Vital    | 5 h 02 min 57 s | 36,32 km/h       | João Cabreira                |

## Classificação geral final
| Classificação geral final |                  |
| --- | ---------------- |
| \| 1. João Cabreira \| 22 h 42 min 00 s \| \| 2. Gert Steegmans \| a 10 s \| \| 3. Robert Gesink \| a 11 s \| \| 4. André Vital \| a 27 s \| \| 5. Thomas Ziegler \| a 29 s \| \| 6. Davide Rebellin \| a 31 s \| \| 7. Héctor Guerra \| a 33 s \| \| 8. Celestino Pinho \| a 33 s \| \| 9. André Cardoso \| a 33 s \| \| 10. José Luis Rubiera \| a 33 s \| \| 150 na linha de partida, 94 classificados \| \| |                  |
| 1. João Cabreira | 22 h 42 min 00 s |
| 2. Gert Steegmans | a 10 s           |
| 3. Robert Gesink | a 11 s           |
| 4. André Vital | a 27 s           |
| 5. Thomas Ziegler | a 29 s           |
| 6. Davide Rebellin | a 31 s           |
| 7. Héctor Guerra | a 33 s           |
| 8. Celestino Pinho | a 33 s           |
| 9. André Cardoso | a 33 s           |
| 10. José Luis Rubiera | a 33 s           |
| 150 na linha de partida, 94 classificados |                  |

## Classificações secundárias
| Classificação por pontos       | Gert Steegmans 69 pts                     |
| 2.º                            | Markus Zberg 45 pts                       |
| 3.º                            | Jeremy Hunt 40 pts                        |
| 4.º                            | João Cabreira 25 pts                      |
| 5.º                            | Pedro Soeiro 21 pts                       |
| Classificação da montanha      | Gustavo Rodriguez 19 pts                  |
| 2.º                            | Jussi Veikkanen 11 pts                    |
| 3.º                            | João Cabreira 10 pts                      |
| 4.º                            | Marco Serpellini 10 pts                   |
| 5.º                            | Pedro Fernandez 9 pts                     |
| Classificação da melhor equipa | Maia-Milaneza 68 h 07 min 32 s            |
| 2.º                            | Rabobank a 26 s                           |
| 3.º                            | Discovery Channel a 50 s                  |
| 4.º                            | T-Mobile Team a 1 min 02 s                |
| 5.º                            | La Alumínios-Liberty Seguros a 1 min 35 s |

## Lista dos corredores
| Barloworld | Discovery Channel | Davitamon-Lotto |  |
| - 1. Pedro Arreitunandia Quintero 12.º a 33 s - 2. Giosuè Bonomi - 3. Pedro Cardoso - 4. Enrico Degano - 5. Tiaan Kannemeyer 31.º a 1 min 35 s - 6. Hugo Sabido 20.º a 1 min 05 s - 7. Amets Txurruka 81.º a 12 min 23 s                                             | - 11. José Azevedo 23.º a 1 min 08 s - 12. Volodymyr Bileka - 13. Trent Lowe 15.º a 41 s - 14. Jurgen Van den Broeck - 15. Benjamín Noval 52.º a 3 min 14 s - 16. Pavel Padrnos - 17. José Luis Rubiera 10.º a 33 s - 18. Jurgen Van Goolen</s                                                    | - 21. Christophe Brandt 44.º a 2 min 37 s - 22. Nick Gates 84.º a 14 min 19 s - 23. Bert Roesems 48.º a 2 min 55 s - 24. Gert Steegmans 2.º a 10 s - 25. Peter Van Petegem - 26. Wim Vansevenant - 27. Wim Van Huffel 21.º a 1 min 05 s - 28. Henk Vogels                                           |  |
| Cofidis | Française Des Jeux | Gerolsteiner |  |
| - 31. Frédéric Bessy 24.º a 1 min 08 s - 32. Nicolas Rocha - 33. Mathieu Heijboer 67.º a 4 min 58 s - 34. Sébastien Minard 58.º a 3 min 44 s - 35. Maxime Monfort 47.º a 2 min 44 s - 36. Luis Perez 57.º a 3 min 36 s - 37. Rik Verbrugghe - 38. Bradley Wiggins</s | - 41. Bernhard Eisel - 42. Carlos Da Cruz 82.º a 13 min 25 s - 43. Frédéric Guesdon 71.º a 5 min 48 s - 44. Christophe Mengin 46.º a 2 min 43 s - 45. Arnaud Gérard 80.º a 12 min 09 s - 46. Mickaël Delage 91.º a 19 min 06 s - 47. Christophe Detilloux - 48. Jussi Veikkanen 32.º a 1 min 36 s | - 51. Robert Förster - 52. Andrea Moletta - 53. Sven Montgomery - 54. Davide Rebellin 6.º a 31 s - 55. Matthias Russ 66.º a 4 min 52 s - 56. Stefan Schumacher 73.º a 7 min 33 s - 57. Marcel Strauss - 58. Markus Zberg 75.º a 9 min 44 s                                                          |  |
| T-Mobile Team | Barbot-Halcon | Carvalhelhos-Boavista |  |
| - 61. Linus Gerdemann - 62. Serhiy Honchar - 63. Kim Kirchen Predefinição:11.º a 33 s - 64. Eric Baumann - 65. Jörg Ludewig 43.º a 2 min 37 s - 66. Stephan Schreck - 67. Patrik Sinkewitz 26.º a 1 min 26 s - 68. Thomas Ziegler 5.º a 29 s                         | - 71. Claus Michael Møller 56.º a 3 min 30 s - 72. Sérgio Ribeiro - 73. David Martin - 74. Rui Seu - 75. Carlos Pinho 8.º a 33 s - 76. Vitor Rodrigues 65.º a 4 min 41 s - 77. Celestino Pinho 49.º a 2 min 57 s - 78. Gustavo Rodriguez 70.º a 5 min 21 s                                        | - 81. Ben Day 45.º a 2 min 37 s - 82. Virgilio Santos 28.º a 1 min 28 s - 83. Manuel Cardoso - 84. Sergio Bernardo - 85. Tiago Machado 16.º a 43 s - 86. Hélder Magalhães - 87. Joaquim Sampaio - 88. José Carlos Rodrigues 62.º a 4 min 09 s                                                       |  |
| Duja-Tavira | Imoholding-Loule Jardim Hotel | La Alumínios-Liberty Seguros |  |
| - 91. Nelson Vitorino 35.º a 2 min 03 s - 92. Ricardo Mestre 41.º a 2 min 35 s - 93. Luis Silva - 94. David Livramento - 95. Krassimir Vasilev 33.º a 1 min 44 s - 96. Paul Sneeboer - 97. Luis Bartolomeu - 98. Martín Garrido</s                                   | - 101. Edgar Anão - 102. Jorge Costa 94.º a 25 min 31 s - 103. César Quiterio - 104. Pedro Fernandez 78.º a 11 min 12 s - 105. Nuno Marta 92.º a 19 min 51 s - 106. Renato Silva - 107. César Pinto 77.º a 11 min 05 s - 108. Alejandro Marque 54.º a 3 min 22 s                                  | - 111. Hernâni Brôco - 112. Pedro Lopes 29.º a 1 min 31 s - 113. Héctor Guerra 7.º a 33 s - 114. David García Dapena - 115. Rui Sousa 18.º a 59 s - 116. Carlos Nozal 87.º a 16 min 35 s - 117. Jordi Grau 90.º a 18 min 15 s - 118. Luis Pinheiro                                                  |  |
| Madeinox-Bric-AR Canelas | Maia-Milaneza | Paredes Rota dos Móveis |  |
| - 121. Claudio Faria 76.º a 9 min 51 s - 122. Heldér Oliveira 53.º a 3 min 18 s - 123. Sergio Sousa 59.º a 3 min 52 s - 124. Bruno Neves 51.º a 3 min 05 s - 125. Marco Cunha - 126. André Vital 4.º a 27 s - 127. Fernando Sousa                                    | - 131. Daniel Petrov 19.º a 59 s - 132. Bruno Castanheira 83.º a 13 min 34 s - 133. Pedro Cardoso 13.º a 33 s - 134. Pedro Andrade 63.º a 4 min 15 s - 135. Bruno Lima - 136. Afonso Azevedo 86.º a 16 min 31 s - 137. João Cabreira 1.º em 22 h 42 min 00 s - 138. Bruno Pires 17.º a 49 s       | - 141. Jorge Torre - 142. José Vaz - 143. Alexandre Oliveira - 144. Gilberto Sampaio 25.º a 1 min 20 s - 145. André Cardoso 9.º a 33 s - 146. Jose Jimenez Cabezuela - 147. Pedro Barnabe - 148. Francisco Tomás García                                                                             |  |
| Riberalves-Alcobaça | Vitoria-ASC | Chocolate Jacques-TSV |  |
| | | |  |
| - 151. Andrei Zintchenko 27.º a 1 min 28 s - 152. Helder Miranda 61.º a 4 min 09 s - 153. Joaquim Adrego Andrade - 154. Claudio Paulinho - 155. Luis Sarreira - 156. Micael Isidoro - 157. Pedro Soeiro 37.º a 2 min 07 s - 158. Hugo Vitor 50.º a 2 min 58 s        | - 161. Victoriano Fernandez - 162. Paulo Barroso - 163. Pedro Costa - 164. Gilberto Martins - 165. José Sousa 42.º a 2 min 35 s - 166. José Miguel Martins - 167. Hermano Vieira 74.º a 7 min 54 s                                                                                                | - 171. Niko Eeckhout 93.º a 25 min 22 s - 172. Koen Barbé 40.º a 2 min 29 s - 173. Serge Pauwels 79.º a 11 min 42 s - 174. Evert Verbist - 175. Kurt Hovelijnck 38.º a 2 min 08 s - 176. Wesley Van Der Linden - 177. Maarten Wynants 69.º a 5 min 02 s - 178. Benny De Schrooder 68.º a 5 min 02 s |  |
| Unibet.com | Rabobank | Team TIAA-Cref |  |
| | | |  |
| - 181. Marco Zanotti - 182. Marco Serpellini 39.º a 2 min 17 s - 183. Angel Castresana 85.º a 15 min 37 s - 184. Camille Bouquet - 185. Jeremy Hunt 72.º a 6 min 00 s - 186. Geert Omloop - 187. Kurt Van De Wouwer 30.º a 1 min 33 s - 188. Erwin Thijs             | - 191. Kai Reus 60.º a 4 min 07 s - 192. Tom Stamsnijder 22.º a 1 min 08 s - 193. Lars Boom - 194. William Walker 14.º a 33 s - 195. Tom Leezer 89.º a 18 min 13 s - 196. Jos van Emden - 197. Robert Gesink 3.º a 11 s - 198. Tom Veelers 64.º a 4 min 19 s                                      | - 201. Chade Hartley - 202. Ian Macgregor - 203. Dan Bowman 36.º a 2 min 03 s - 204. Timothy Duggan 55.º a 3 min 24 s - 205. Michael Lange 34.º a 1 min 47 s - 206. Stuart Gillespie 88.º a 17 min 54 s - 207. Nathan Mitchell - 208. François Parisien                                             |  |